# 阮肇昌
阮肇昌（1890年—1982年9月26日），字绍文，云南昆明人，中華民國國軍将领:295。

## 生平

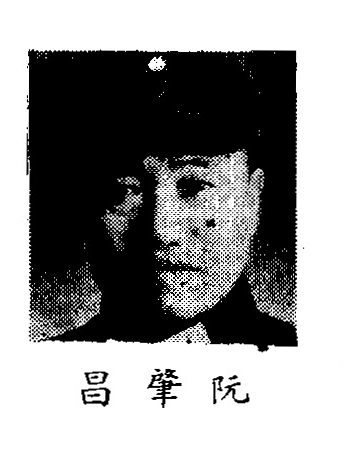

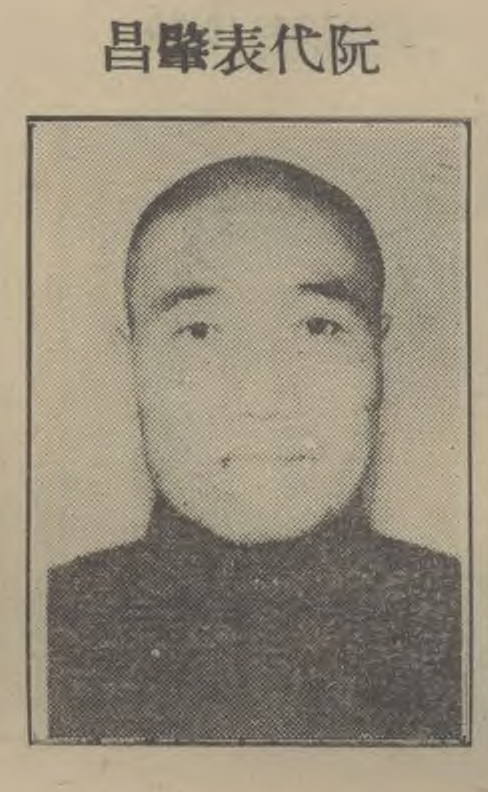

保定陆军速成学堂第一期步科第三学生队、陆军预备大学堂（即陆军大学第三期）毕业。1913年10月13日任湖北都督府参谋长。1920年1月1日授予陆军少将，1920年任陆军大学教育长，1922年8月27日加陆军中将衔。1925年任暂编陆军第五师参谋长，1926年任五省联军第十五师师长。
1927年任国民革命军第三十七军参谋长，1928年2月任第一集团军第二军团参谋长，1928年11月13日任参谋本部第二厅中将厅长。1929年5月18日任山东省政府委员，7月任济南市市长。1930年9月任第五十五师中将师长。1934年1月任第五十七师中将师长。1935年4月10日叙任陆军中将，1936年7月9日授予国民革命軍誓师十周年纪念勋章。
1937年8月31日任第六十九军军长兼第五十七师师长，1938年2月16日任军训部中将步兵监，1939年12月7日晋任军训部中将次长，1942年6月1日调任陆军大学中将教育长，1943年8月任参谋总长办公室中将主任，1945年任军事委员会驻滇参谋团副团长。1946年10月10日退为备役。1946年10月11月当选制宪国大代表:295。
中华人民共和国成立后，任云南省人民政府参事，民革云南省委委员。1955年4月当选云南省政协常务委员。